# Pseudargyrotoza
Pseudargyrotoza là một chi bướm đêm thuộc phân họ Tortricinae của họ Tortricidae.

## Các loài
- Pseudargyrotoza conwagana (Fabricius, 1775)
- Pseudargyrotoza leucophracta (Meyrick năm Caradja & Meyrick, 1937)